# Володимир Володимирович Борисов
Борисов Володимир Володимирович (14 жовтня 1956, село Адампіль Хмельницька область) — український журналіст і краєзнавець. Член Національна спілка журналістів України (від 2001 року) та Національна спілка краєзнавців України (від 2012 року).

### Біографія
Народився 14 жовтня 1956 року в с. Адампіль Старосинявський район. Після закінчення Паплинецької середньої школи в 1974 р. навчався в Кам'янець-Подільський державний педагогічний інститут на філологічному факультеті.
В 1978 році направляється на роботу в Летичівський район учителем української мови та літератури. Працював у Летичівській середній школі № 1, Грушковецькій восьмирічній та Новокостянтинівській середній школах, методистом і зав методкабінетом Летичівського районного відділу освіти, кореспондентом «Летичівської газети» та видання «Провінція», редактором «Летичівської газети». Друкується під псевдонімами Борис Володимирів та Володимир Покровський.

### Творчість
Автор книг:
- «Повернення із забуття» (2004),
- «Легенда для нових борців» (2004, 2006),
- «Летичівські молодогвардійці» (2008),
- «Обпалені війною долі» (2009),
- «Гордість і слава Летичівщини» (2010),
- «За Україну! За її волю» (2010),
- «Забутий генерал» (2013),
- «Залізний старшина» (2014),
- «Трагедія і подвиг» (2014),
- «Інтернаціоналісти» (2015),
- «У полум'ї війни» (2016),
- «Без вини винуваті» (2017),
- «Слава Героям!» (2020).

Упорядкував:
- хрестоматію «Літературними стежками Летичівщини» (2006),
- Книгу Пам'яті жертв Голодомору та політичних репресій у Летичівському районі «Без права забуття» (2009),
- видання «Позначені знаком OST» (2013).

Ініціатор встановлення пам'ятних знаків на могилах керівника підпілля ОУН на Летичівщині Зубенка (2001) та радянським військовим, які загинули в Летичівському концтаборі (2006) і меморіальної плити в Парку Слави Летичева підпільникам ОУН Летичівської округи (2015).

### Відзнаки
- Відмінник освіти України (1999)
- Подяка голови державного комітету інформаційної політики, телебачення і радіомовлення України (2002)
- Нагрудний знак «Василь Сухомлинський» (2009)
- Почесна грамота Хмельницька обласна державна адміністрація (2013)
- Диплом ІІ ступеня за участь в Конкурсі «Українська революція з першоджерел» за роботу «Залізний старшина Симона Петлюри» (2013)
- Диплом переможця загальнообласного дослідження «Краща книга Хмельниччини» (2014)
- Почесна грамота секретаріату Національна спілка журналістів України (2016)
- Почесний краєзнавець України (2016)
- Грамота Президії Хмельницька обласна організація Національної спілки краєзнавців України (2021)
- Диплом обласного читацького рейтингу "Краща книга Хмельниччини 2020" у номінації "Наукове та науково-популярне видання" за книгу "Слава Героям!" (2021)
- Почесна грамота Правління Хмельницька обласна організація Національної спілки журналістів України (2021)